# Guillem Cifre de Colonya
Guillem Cifre de Colonya (Pollensa, Islas Baleares, 18 de febrero de 1852 – Lyon, 4 de junio de 1908) educador, empresario y político español, nació con el nombre de Guillem Coll Cifre. 

## Biografía
Hijo de Guillem y de Antonia, agricultores de la posesión de Colonya, propiedad del terrateniente local Guillem Ignasi Cifre de Colonya O'Ryan. Cuando murió toda la descendencia de este último, le adoptó, y desde entonces se llamó Guillem Cifre de Colonya.
Su padre adoptivo condicionó la herencia a que terminara estudios universitarios, que es un elemento inusual en la aristocracia de la época, acostumbrada a ser rentista y a no ejercer profesión manual remunerada. De 1869 a 1878 residió en Madrid, años en los que se proclama la Primera República Española (1873). Inició Medicina, y terminó Derecho en la Universidad Central. Asiste a la creación de la Institución Libre de Enseñanza (1876), cuna del krausismo español de Francisco Giner de los Ríos y Nicolás Salmerón; allí impartió clases altruistamente como profesor auxiliar. En Madrid conoció a sus grandes amistades por su coincidente ideología y labor, como Manuel Bartolomé Cossío.
Tras su regreso a Pollensa, en 1878, Cifre de Colonya quiere aplicar en la isla el modelo educativo que interioriza en Madrid. El historiador Pere Salas Vives explica que su objetivo es "renovar la educación para que ésta sea moderna y llegue a todo el mundo". Ya en 1879, funda la Institución de Enseñanza de Pollensa, en la que pretende "aplicar una enseñanza integral, no solo memorística, que fomente el contacto con la naturaleza y que prefiere los juegos a los castigos". Fue el primero en implantar la coeducación en la isla.
La biografía de Guillem Cifre de Colonya  es la de un hombre comprometido, avanzado a su tiempo, que luchó para cambiar el orden establecido desde una óptica liberal y moderna en tres frentes diferentes y, a la vez, complementarios: la educación, la política y la economía. Fue una persona coherente en todos los sentidos, que luchó para aportar herramientas que ayudasen a liberar a la clase más baja de la sociedad de la época". A pesar del "carácter depresivo", que le llevó al suicidio en Lyon en 1908, creía en la "bondad del hombre", y por ello congregó a un "grupo importante de discípulos". En este sentido, Cifre de Colonya fue un santo fuera de la Iglesia.
Es hijo predilecto de Mallorca e hijo ilustre de Pollensa, donde da nombre a una calle, al centro cultural y al Instituto de Educación Secundaria. El edificio de la Facultad de Educación de la Universidad de las Islas Baleares lleva su nombre.

## Educación contra el caciquismo
El modelo que defendía Cifre de Colonya, basado en una educación laica, chocó con el poder establecido y la Iglesia. Su intención era preparar a la población de la zona para liberarla del caciquismo, para que todos pudieran ser pequeños propietarios dentro de las posibilidades que ofrecía el capitalismo. Por ello, en 1880 crea la Caixa d´Estalvis Colonya para crear instituciones privadas para ayudar a sus conciudadanos a nivel material y favorecer que los pequeños propietarios tuviesen sus ahorros y se liberasen de esta forma de los usureros, muy extendidos en la isla.

## Trayectoria política
Hombre comprometido y profundamente demócrata, no tarda en ingresar en el Partido Republicano, con el que es regidor por primera vez en Pollensa en 1885. Fue un firme defensor del sufragio universal y luchó por enterrar el analfabetismo y terminar con los votos dirigidos que fomentaba el caciquismo imperante.